# Vilhelm IV av Storbritannien
Vilhelm IV (eng. William IV); född William Henry , på svenska Vilhelm Henrik , född den 21 augusti 1765 på Buckingham House (nuvarande Buckingham Palace), död 20 juni 1837 på Windsor Castle; var hertig av Clarence och S:t Andrews från 1789 (adelstitel för staden St Andrews, Skottland) och kung av Förenade kungariket Storbritannien och Irland och Kungariket Hannover 1830–1837. Han fick smeknamnet Sjömanskungen och var känd för sitt enkla, direkta sätt.
Han var Georg III:s tredje son och yngre bror till Georg IV.
Under hans regeringstid genomfördes flera reformer: fattiglagen moderniserades, kommunerna demokratiserades, barnarbete begränsades och slaveriet avskaffades runtom i Brittiska imperiet. En mycket viktig reformlag var 1832 års reformakt, som omdanade det brittiska valsystemet. Vilhelm lade sig inte i politiken lika mycket som hans bror eller hans far, men han blev den siste monarken som utsåg en premiärminister mot parlamentets vilja (år 1834).
1791–1811 var han sammanboende med den irländska skådespelerskan Dorothy Jordan och de hade tio barn tillsammans (som alla fick efternamnet FitzClarence). 1818 gifte han sig med Adelaide av Sachsen-Meiningen (1792–1849). Deras döttrar överlevde inte barndomen och Vilhelm IV saknade därmed tronföljare.
Han efterträddes på den brittiska tronen av sin brorsdotter Viktoria. Den hannoverska successionsordningen tillät dock ej kvinnlig tronföljd, vilket ledde till att han i Hannover efterträddes av sin bror Ernst August I.

## Ungdomsåren

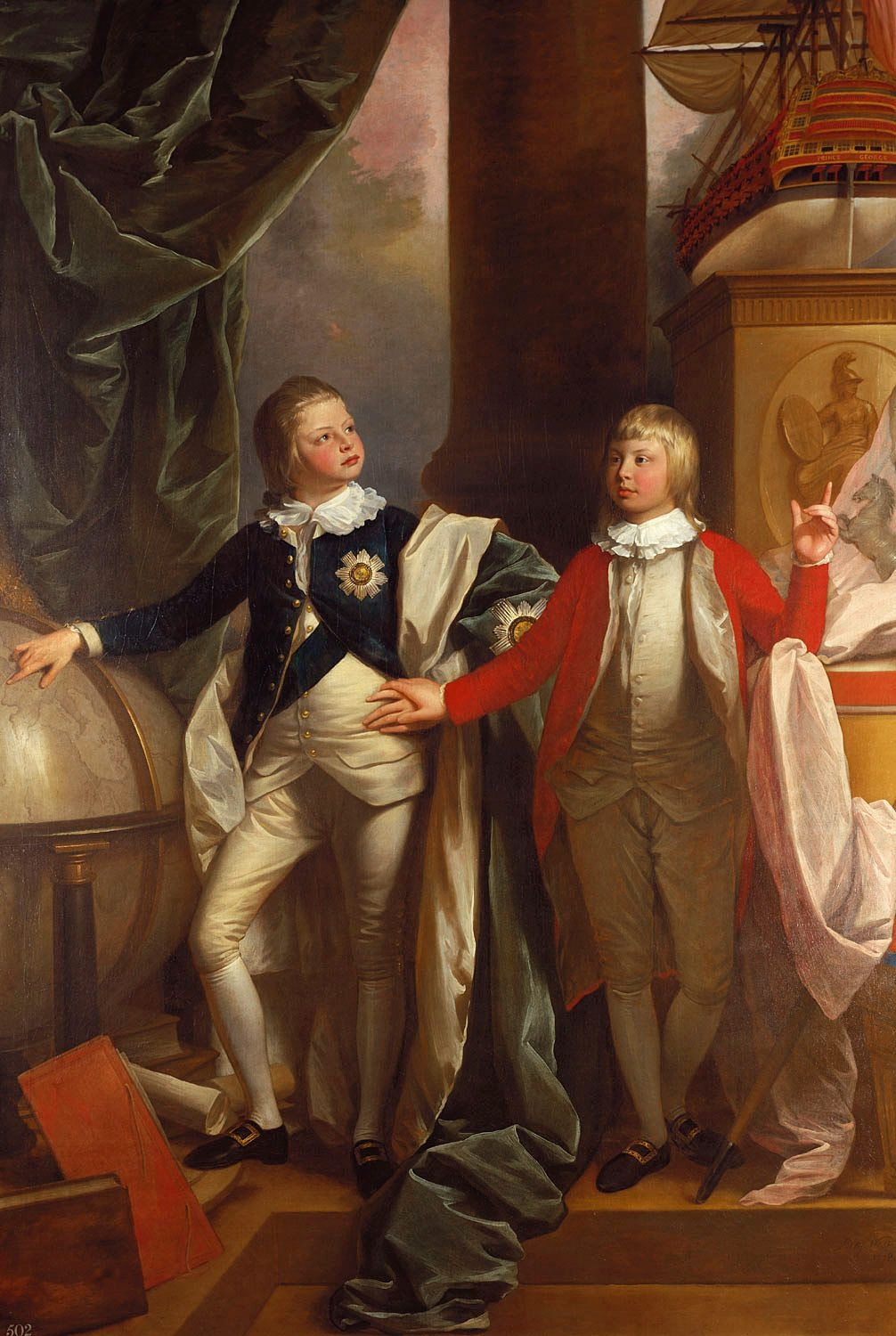
Prins Vilhelm, 13 år gammal, tillsammans med sin yngre bror prins Edvard 1778

Vilhelm föddes i de tidiga morgontimmarna den 21 augusti 1765 på Buckingham House. Han var kung Georg III och drottning Charlottes tredje barn, deras tredje son
Han hade två äldre bröder, Georg och Fredrik, och förväntades inte bli tronföljare. Han döptes på St James's Palace den 20 september 1765. Hans farbröder hertigen av Gloucester och prins Henrik (senare hertig av Cumberland) och hans faster prinsessan Augusta, dåvarande arvhertiginna av Brunswick-Wolfenbüttel var hans gudföräldrar.
Efter födelsen placerades han under vård av guvernanten Charlotte Finch. Större delen av sin barndom tillbringade han på Richmond och Kew Palace, där han undervisades av informatorer.  Då han var tretton år gammal blev han kadett i Royal Navy, och var med vid slaget vid Cape St. Vincent 1780. Hans liv i flottan skilde sig inte så mycket från andra kadetter, även om han hade en informator med sig ombord. Han deltog i matlagningen och blev arresterad tillsammans med den övriga besättningen efter ett fyllebråk på Gibraltar. Då hans identitet blev känd blev han snabbt släppt. Han tjänstgjorde i New York under det amerikanska frihetskriget. Under den tid som prinsen befann sig i Amerika godkände George Washington en plan att kidnappa prinsen. Den lyckades dock aldrig, då britterna fick reda på planerna och skärpte bevakningen kring prinsen, som innan dess hade gått omkring i New York utan några vakter.
Vilhelm blev löjtnant 1785 och kapten på HMS Pegasus följande år. I slutet av 1786 var han stationerad i Västindien under Horatio Nelson. De var goda vänner och åt middag tillsammans nästan varje kväll. Då Nelson gifte sig överlämnade Vilhelm bruden. Han blev kommendör på fregatten HMS Andromeda 1788, och blev befordrad till konteramiral följande år,  med ansvar över HMS Valiant.
Fadern utsåg motvilligt Vilhelm till hertig av Clarence och St Andrews samt Earl av Munster den 16 maj 1789..

## Militärtjänstgöring och politik
Den nyutnämnde hertigen avslutade 1790 sin aktiva tjänstgöring i den flottan. När Storbritannien förklarade krig mot Frankrike 1793 ville han tjäna sitt land men han fick inget skepp. Till en början kan det ha berott på att han brutit armen då han full fallit nedför en trappa, och senare kan det ha berott på att han höll ett tal i brittiska överhuset där han var emot kriget. Följande år ändrade han sin uppfattning, i hopp om att få ett skepp, men amiralitetet besvarade inte ens hans förfrågan. Han fick 1798 titeln amiral utan att övergå i aktiv tjänst. Han fick heller ingen aktiv tjänst under Napoleonkrigen. Han fick hederstiteln Admiral of the Fleet 1811. Han besökte brittiska trupper i Nederländerna 1813 och bevittnade bombningen av Antwerpen från ett kyrktorn då en kula gjorde ett hål i hans rock.
I brittiska överhuset propagerade han för slaveriet. Det var olagligt i Storbritannien men förekom fortfarande i de brittiska kolonierna. Han menade att frihet inte skulle vara bra för slavarna. Han hade rest mycket och menade att levnadsstandarden för fria män i det skotska höglandet och på öarna var sämre än för slavarna i Västindien. Eftersom han hade varit i Västindien ansåg vissa av hans samtida att det verkade rimligt. Zachary Macaulay menade att det var chockerande att en så ung man ville att slaveriet skulle fortgå. Hertigen förolämpade en av de ledande abolitionisterna, William Wilberforce, och menade att abolitionisterna antingen var fanatiker eller hycklare. I andra frågor, som att avskaffa straff för dem som lämnade engelska kyrkan, intog han en mer liberal hållning. Han var också emot att de som var skyldiga till äktenskapsbrott inte skulle få gifta om sig.

## Relationer och äktenskap

### Mrs. Jordan

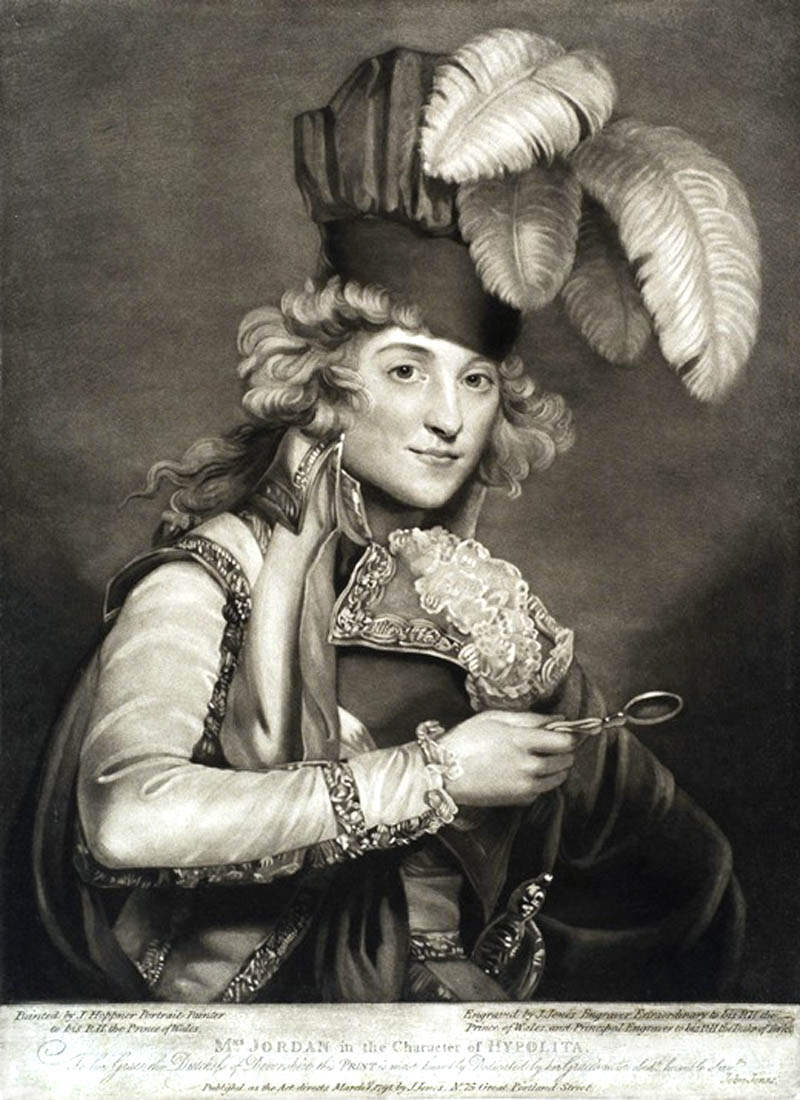
Mrs. Jordan in the Character of Hypolita, mezzotint av John Jones of London, 1791, efter en målning av John Hoppner

Hertigen av Clarence levde tillsammans med den irländska skådespelerskan Dorothea Bland, mer känd under sitt artistnamn, mrs. Jordan, under perioden 1791–1800. Hon var inte gift, men kallade sig ändå mrs. för att det var mer respektabelt att vara gift som skådespelare och namnet Jordan anspelar på Jordanfloden, att hon rest över Irländska sjön mellan Irland och England.
Vilhelm var en i den generation som blev vuxna då Royal Marriages Act 1772 gällde. Den förbjöd ättlingar till Georg II att gifta sig utan monarkens godkännande. Om de var över 25 år gamla kunde de få gifta sig om de ett år i förväg meddelade Privy Council. Flera av Georg III:s söner, däribland Vilhelm, valde att bo tillsammans med de kvinnor de älskade, hellre än att gifta sig. De yngre sönerna, däribland Vilhelm, förväntades inte ärva tronen, vilken ansågs säkrad då prinsen av Wales gift sig och fått dottern prinsessan Charlotte.
Vilhelm trivdes med mrs Jordan. Kungen, även om han kunde vara pryd, accepterade sonens relation med skådespelerskan (även om han ansåg att hon borde få mindre pengar). Vilhelm lät skapa Bushy Park 1797, med residenset Bushy House för sin växande familj. Vilhelm bodde på Bushy tills han blev kung. Hans Londonresidens, Clarence House, ritades av John Nash och uppfördes mellan 1825 och 1827.
Paret fick tio illegitima barn, fem söner och fem döttrar. Nio av dem fick namn efter Vilhelms syskon och fick efternamnet FitzClarence. Förhållandet varade i 20 år och tog slut 1811.  Mrs. Jordan fick £4,400 om året och vårdnaden om döttrarna, under förutsättning att hon inte fortsatte som skådespelare. Då hon började med skådespeleriet igen, för att betala en av sina svärsöners skulder, drog hertigen tillbaka underhållet och tog över vårdnaden av döttrarna. Hennes karriär gick dåligt och hon flyttade till Paris för att komma undan sina fordringsägare. Hon dog, utfattig, nära Paris, 54 år gammal.
Innan han träffade Mrs. Jordan fick Vilhelm en illegitim son, med en kvinna som är okänd. Denna son, William Henry Courtenay, drunknade nära Madagaskar efter att ha varit ombord på HMS Blenheim i februari 1807.

### Äktenskap

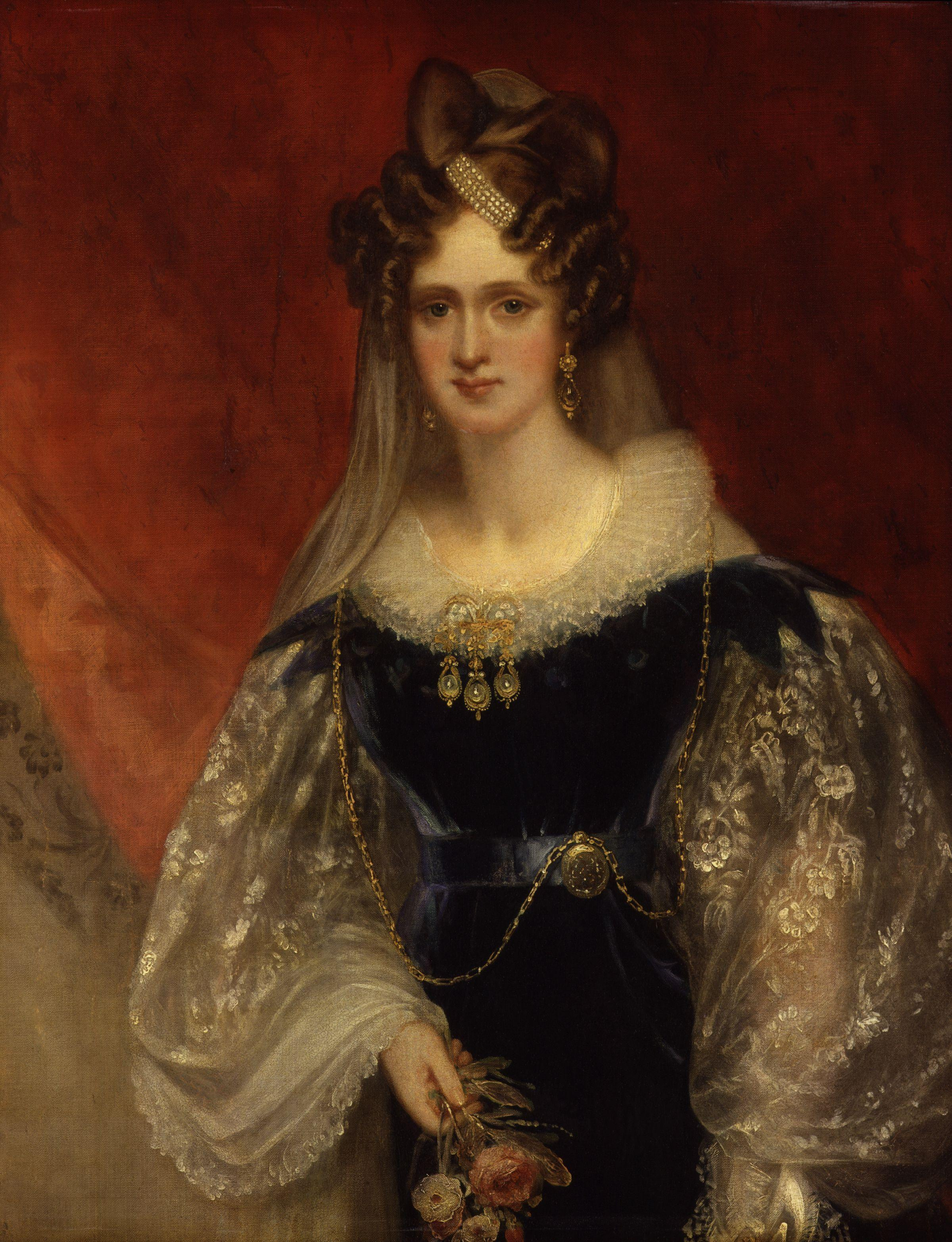
Adelaide Amelia Louisa Theresa Caroline of Saxe-Coburg Meiningen, porträtt Sir William Beechey, omkring 1831

Hertigen hade stora skulder och försökte gifta sig med någon rik arvtagerska, men misslyckades. När hertigens brorsdotter prinsessan Charlotte, avled i barnsäng 1817, hade kungen tolv barn, men inga legitima barnbarn. Detta gjorde att de försökte gifta sig och få en arvinge. Vilhelm hade en fördel gentemot sina två äldre bröder. De var barnlösa och deras fruar var för gamla för att få barn. Vilhelm var dessutom den friskaste av de tre. Om han levde tillräckligt länge skulle han kunna hamna på den brittiska tronen och utse nästa monark. Vilhelms förstahandsval blev dock inte godkända av brodern, prinsregenten, eller avvisade av honom.
Hans yngre bror hertigen av Cambridge sändes till Tyskland för att söka efter protestantiska prinsessor och han fann Augusta av Hessen-Kassel, men hennes far lantgreve Fredrik III av Hessen-Kassel godkände det inte. Två månader senare gifte sig hertigen av Cambridge med henne istället. Slutligen hittade man en prinsessa som var vänlig, hemkär och dessutom välkomnande mot Vilhelms nio illegitima barn. I Kew, den 11 juli 1818, gifte sig Vilhelm med prinsessan Adelaide av Sachsen-Meiningen, dotter till Georg I, hertig av Sachsen-Meiningen. Hon var 25 år gammal, hälften så gammal som Vilhelm.
Äktenskapet, som varade i nästan 20 år, fram till Vilhelms död, var lyckligt. Hertiginnan tog hand om både Vilhelm och hans ekonomi. Till en början bodde de i Tyskland och hans skulder betalades av, då han fick ökade anslag. Vilhelm hade inga älskarinnor under äktenskapet.
Paret fick två döttrar som dog tidigt och Adelaide fick tre missfall.

## Lord High Admiral

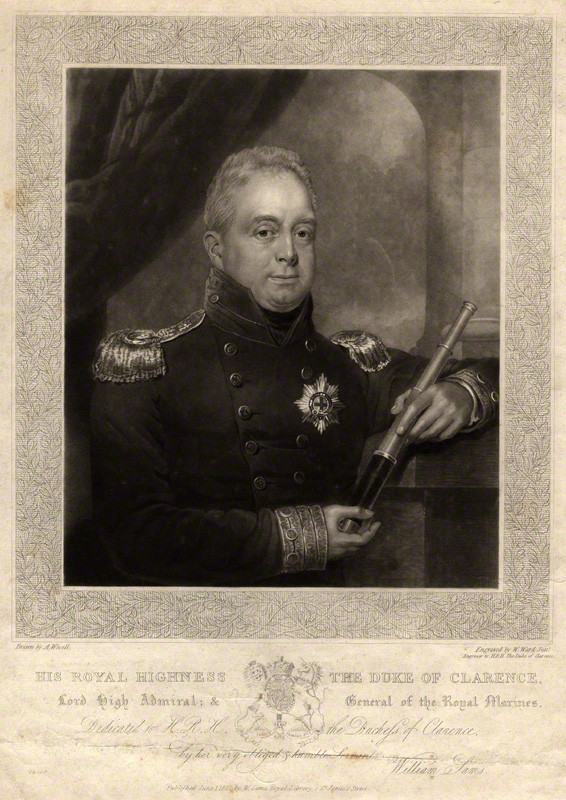
Porträtt av Vilhelm, som Lord High Admiral, tryck av William James Ward, efter Abraham Wivells målning, publicerad 1827

Vilhelms äldre bror, prinsen av Wales, blev prinsregent 1811, på grund av deras fars, Georg III:s, psykiska ohälsa. Kungen avled 1820 och prinsregenten blev kung, Georg IV. Detta innebar att Vilhelm nu var på andra plats i successionsordningen efter brodern Fredrik, hertig av York. Efter att Vilhelm gift sig hade han börjat leva hälsosammare. Han promenerade i timtal, åt måttligt och drack barley water, ett kornavkok smaksatt med citron. Hans båda bröder var sjuka och det ansågs bara vara en tidsfråga innan han blev kung. När hertigen av York avled 1827, blev Vilhelm, som då var mer än 60 år gammal kronprins.
Senare samma år utsågs Vilhelm till Lord High Admiral av premiärministern George Canning. Vilhelm hade flera konflikter med sitt råd, som bestod av amiralitetsofficerare. Allt ställdes på sin spets 1828 då han gav sig av med en skvadron skepp, utan att tala om vart de skulle och var borta under tio dagar. Kungen krävde då, genom premiärministern, Arthur Wellesley, 1:e hertig av Wellington, att Vilhelm skulle avgå, vilket han gick med på.
Trots dessa problem, gjorde han en del gott som Lord High Admiral. Han avskaffade den niosvansade katten för de flesta brott utom myteri samt försökte förbättra kanonstandarden ombord och krävde regelbundna rapporter kring varje fartygs skick och beredskap. Han beställde det första ångkrigsfartyget och ville ha fler. Genom att ha denna post lärde sig Vilhelm från sina misstag, det kunde ha blivit svårare för honom som kung om han inte lärt sig att han skulle lyssna på sina rådgivare.
Vilhelm tillbringade resten av sin brors regeringstid i det brittiska överhuset. Han stödde en lag för den katolska emancipationen till skillnad från sin yngre bror Ernst August, hertig av Cumberland, och menade att broderns åsikt var "ökänd", vilket skymfade hertigen av Cumberland. Georg IV blev allt sjukare och i början av 1830 stod det klart att han låg för döden. Han tog farväl av sin bror i slutet av maj med orden. "Ske Guds vilja. Jag har inte skadat någon. Allt vilar nu på dig."  Vilhelms tillgivenhet för brodern kunde inte dölja hans förväntan över att han snart skulle bli kung.

## Regeringstid

### De första åren av Vilhelm IV:s regeringstid
George IV dog den 26 juni 1830 utan några legitima barn, vilket ledde till att hertigen av Clarence efterträdde honom som Vilhelm IV. Han var 64 år gammal och den äldste före Charles III som blivit brittisk kung.   Till skillnad från sin extravagante bror var Vilhelm anspråkslös och undvek pompa och ceremonier. Georg IV hade tillbringat större delen av sin tid i Windsor Castle, men Vilhelm tyckte om att promenera, utan sällskap, genom London eller Brighton. Han var populär bland folket, fram till reformkrisen. Han ansågs mer tillgänglig och jordnära än brodern.
Den nye kungen visade sig flitig. Kungens första premiärminister, hertigen av Wellington, menade att han hade fått mer gjort på 10 minuter med Vilhelm än vad han lyckats med under 10 dagar med Georg IV. Lord Brougham beskrev honom som en affärsman som ställde tillräckligt många frågor för att förstå problemet, medan Georg IV inte vågat ställa frågor för att inte verka dum och Georg III hade ställt för många frågor och utan att vänta på svar.
Kungen gjorde sitt bästa för att bli populär hos folket. Charlotte Williams-Wynn skrev kort efter hans trontillträde att: "Hittills har kungen outtröttligt försökt göra sig populär och göra godhjärtade och beundransvärda saker i varje instans. Emily Eden skrev: Han är en stor förbättring i jämförelse mot det förra grymma djuret som dog vresigt morrande i sin lya i Windsor. Den här mannen önskar åtminstone göra alla lyckliga och allt han hittills gjort har varit välvilligt.
Vilhelm avskedade sin brors franska kockar och tyska band och ersatte dem med engelsmän till folkets gillande. Han gav en stor del av Georg IV:s konstsamling till nationen och minskade antalet kungliga hästar. Georg IV hade påbörjat en stor och dyr renovering av Buckingham Palace. Vilhelm vägrade bo där och försökte vid två tillfällen ge bort palatset, en gång till armén och en gång till parlamentet, efter att Houses of Parliament brunnit ned 1834.
Vilhelm glömde inte sina nio illegitima barn då han blev kung. Hans äldste son blev earl av Munster. Pressen kallade dem dock "FitzJordans" och beskrev hans söner som oförskämda och rovgiriga. Man menade att relationen mellan kungen och hans söner förstördes av plågsamma bråk över pengar och titlar. Döttrarna däremot beskrevs som söta och livliga på ett sätt som riktiga prinsessor inte kunde vara."

### Reformkrisen

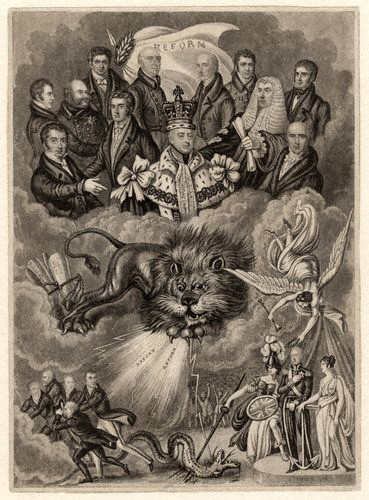
Politisk skämtteckning som stödjer reformlagen. Kung Vilhelm sitter ovan molnen, omringad av whigpolitiker, nedan Britannia och det brittiska lejonet som får tories att fly.

Vid den här tiden krävde ett tronskifte nyval, och i parlamentsvalet i Storbritannien 1830 förlorade Wellingtons Tories mot Earl Greys Whigs även om Tories fortfarande hade flest platser i parlamentet som helhet. Tories var splittrade och Wellington besegrades i underhuset i november varpå Lord Grey bildade regering.
Lord Grey föreslog att valsystemet skulle ändras, då det knappt hade ändrats sedan 1600-talet. Det dåvarande systemet var skevt då nya stora industristäder som Manchester och Birmingham inte hade några representanter medan medeltida små köpingar, inklusive "rotten boroughs" som Old Sarum med bara sju väljare, samtliga utsåg två ledamöter var. Dessa köpingar kontrollerades ofta av adeln vars arrendatorer var väljarna. Valen var inte hemliga på denna tid. Jordägare som hade kontroll över parlamentplatser kunde till och med sälja dessa platser.
När underhuset 1831 avslog den första reformlagen, krävde lord Greys ministär att Vilhelm skulle upplösa parlamentet för att få till stånd ett nyval. Vilhelm tvekade till en början eftersom val hade hållits så sent som året innan. Han var också rädd att det skulle leda till våldsamheter. Kungen såg till att komma till överhuset personligen så att oppositionen inte kunde hindra hans upplösning av parlamentet. I nyvalet segrade reformvännerna men överhuset var fortsatt emot.
Kungen kröntes 8 september 1831. Kungen hade velat avstå från kröningen men övertalades av traditionalisterna. Han vägrade dock att fira sin kröning på samma kostsamma sätt som brodern hade gjort. Kröningen 1821 hade kostat 240 000 pund medan Vilhelms kröning inte kostade mer än 30 000 pund.
Efter att den andra reformlagen avslagits av överhuset i oktober 1831 spred sig våldsamma demonstrationer, "reformupplopp", runt om i landet.  Greyministären vägrade acceptera förlusten i överhuset och föreslog att kungen skulle utse tillräckligt många nya pärer för att reformlagen skulle gå igenom. Kungen var tveksam då han redan i samband med kröningen utsett 22 nya pärer.". Han gick dock med på att utse tillräckligt många pärer för att lagen skulle kunna gå igenom. Kungen pekade på svårigheten att utöka antalet pärer och menade att det måste begränsas så mycket som möjligt. Endast de äldsta sönerna, arvtagarna till de existerande pärerna, skulle utses så att antalet endast ökades temporärt. Överhuset avslog inte lagförslaget men försökte förändra det genom tillägg. Grey och hans ministrar hotade med att avgå om inte kungen skulle utse så många pärer så att lagen skulle gå igenom utan dessa tillägg. Kungen vägrade och accepterade deras avgång.
Kungen försökte då återinsätta hertigen av Wellington som premiärminister trots att denne saknade stöd i underhuset. Kungens popularitet sjönk; folk kastade lera på hans vagn och han blev utvisslad. Kungen gick då med på att återinsätta Greyministären och att utse fler pärer om överhuset inte skulle visa sig samarbetsvilligt. Motståndarna oroade sig över att nya familjer skulle upphöjas till överhuset varpå de avstod från att rösta och Reform Act 1832 antogs som lag. Folket skyllde Vilhelms agerande på hans frus och hans brors inflytande och hans popularitet hämtade sig.

### Kung av Hannover
Vilhelm besökte aldrig Hannover som dess kung. Hans bror Adolf fortsatte som vicekung där under Vilhelms regeringstid så som han hade gjort under Georg IV:s tid. Vilhelm skrev 1833 under en ny konstitution för Hannover som stärkte medelklassen och gav de lägre klasserna begränsad makt genom att utöka det hannoveranska parlamentets roll. Denna konstitution drogs dock tillbaka efter Vilhelms död av hans bror Ernst August.

## Anfäder
|                              |  |  |  |  |  |  |  |                                   |  |  |  |  |  |  |  |                                               |  |  |  |  |  |  |  |                                                      |  |  |  |  |  |  |  | Georg I av Storbritannien                       |
|                              |  |  |  |  |  |  |  |                                   |  |  |  |  |  |  |  |                                               |  |  |  |  |  |  |  |                                                      |  |  |  |  |  |  |  |                                                 |
|                              |  |  |  |  |  |  |  |                                   |  |  |  |  |  |  |  |                                               |  |  |  |  |  |  |  | Georg II av Storbritannien                           |  |  |  |  |  |  |  |                                                 |
|                              |  |  |  |  |  |  |  |                                   |  |  |  |  |  |  |  |                                               |  |  |  |  |  |  |  |                                                      |  |  |  |  |  |  |  |                                                 |
|                              |  |  |  |  |  |  |  |                                   |  |  |  |  |  |  |  |                                               |  |  |  |  |  |  |  |                                                      |  |  |  |  |  |  |  | Sofia Dorotea av Celle                          |
|                              |  |  |  |  |  |  |  |                                   |  |  |  |  |  |  |  |                                               |  |  |  |  |  |  |  |                                                      |  |  |  |  |  |  |  |                                                 |
|                              |  |  |  |  |  |  |  |                                   |  |  |  |  |  |  |  | Fredrik, prins av Wales                       |  |  |  |  |  |  |  |                                                      |  |  |  |  |  |  |  |                                                 |
|                              |  |  |  |  |  |  |  |                                   |  |  |  |  |  |  |  |                                               |  |  |  |  |  |  |  |                                                      |  |  |  |  |  |  |  |                                                 |
|                              |  |  |  |  |  |  |  |                                   |  |  |  |  |  |  |  |                                               |  |  |  |  |  |  |  |                                                      |  |  |  |  |  |  |  | Johan Fredrik, markgreve av Brandenburg-Ansbach |
|                              |  |  |  |  |  |  |  |                                   |  |  |  |  |  |  |  |                                               |  |  |  |  |  |  |  |                                                      |  |  |  |  |  |  |  |                                                 |
|                              |  |  |  |  |  |  |  |                                   |  |  |  |  |  |  |  |                                               |  |  |  |  |  |  |  | Caroline av Ansbach                                  |  |  |  |  |  |  |  |                                                 |
|                              |  |  |  |  |  |  |  |                                   |  |  |  |  |  |  |  |                                               |  |  |  |  |  |  |  |                                                      |  |  |  |  |  |  |  |                                                 |
|                              |  |  |  |  |  |  |  |                                   |  |  |  |  |  |  |  |                                               |  |  |  |  |  |  |  |                                                      |  |  |  |  |  |  |  | Eleonore Erdmuthe av Sachsen-Eisenach           |
|                              |  |  |  |  |  |  |  |                                   |  |  |  |  |  |  |  |                                               |  |  |  |  |  |  |  |                                                      |  |  |  |  |  |  |  |                                                 |
|                              |  |  |  |  |  |  |  | Georg III av Storbritannien       |  |  |  |  |  |  |  |                                               |  |  |  |  |  |  |  |                                                      |  |  |  |  |  |  |  |                                                 |
|                              |  |  |  |  |  |  |  |                                   |  |  |  |  |  |  |  |                                               |  |  |  |  |  |  |  |                                                      |  |  |  |  |  |  |  |                                                 |
|                              |  |  |  |  |  |  |  |                                   |  |  |  |  |  |  |  |                                               |  |  |  |  |  |  |  |                                                      |  |  |  |  |  |  |  | Fredrik I av Sachsen-Gotha-Altenburg            |
|                              |  |  |  |  |  |  |  |                                   |  |  |  |  |  |  |  |                                               |  |  |  |  |  |  |  |                                                      |  |  |  |  |  |  |  |                                                 |
|                              |  |  |  |  |  |  |  |                                   |  |  |  |  |  |  |  |                                               |  |  |  |  |  |  |  | Fredrik II av Sachsen-Gotha-Altenburg                |  |  |  |  |  |  |  |                                                 |
|                              |  |  |  |  |  |  |  |                                   |  |  |  |  |  |  |  |                                               |  |  |  |  |  |  |  |                                                      |  |  |  |  |  |  |  |                                                 |
|                              |  |  |  |  |  |  |  |                                   |  |  |  |  |  |  |  |                                               |  |  |  |  |  |  |  |                                                      |  |  |  |  |  |  |  | Magdalena Sibylla av Sachsen-Weissenfels        |
|                              |  |  |  |  |  |  |  |                                   |  |  |  |  |  |  |  |                                               |  |  |  |  |  |  |  |                                                      |  |  |  |  |  |  |  |                                                 |
|                              |  |  |  |  |  |  |  |                                   |  |  |  |  |  |  |  | Augusta av Sachsen-Gotha                      |  |  |  |  |  |  |  |                                                      |  |  |  |  |  |  |  |                                                 |
|                              |  |  |  |  |  |  |  |                                   |  |  |  |  |  |  |  |                                               |  |  |  |  |  |  |  |                                                      |  |  |  |  |  |  |  |                                                 |
|                              |  |  |  |  |  |  |  |                                   |  |  |  |  |  |  |  |                                               |  |  |  |  |  |  |  |                                                      |  |  |  |  |  |  |  | Karl av Anhalt-Zerbst                           |
|                              |  |  |  |  |  |  |  |                                   |  |  |  |  |  |  |  |                                               |  |  |  |  |  |  |  |                                                      |  |  |  |  |  |  |  |                                                 |
|                              |  |  |  |  |  |  |  |                                   |  |  |  |  |  |  |  |                                               |  |  |  |  |  |  |  | Magdalena Augusta av Anhalt-Zerbst                   |  |  |  |  |  |  |  |                                                 |
|                              |  |  |  |  |  |  |  |                                   |  |  |  |  |  |  |  |                                               |  |  |  |  |  |  |  |                                                      |  |  |  |  |  |  |  |                                                 |
|                              |  |  |  |  |  |  |  |                                   |  |  |  |  |  |  |  |                                               |  |  |  |  |  |  |  |                                                      |  |  |  |  |  |  |  | Sophia av Sachsen-Weissenfels                   |
|                              |  |  |  |  |  |  |  |                                   |  |  |  |  |  |  |  |                                               |  |  |  |  |  |  |  |                                                      |  |  |  |  |  |  |  |                                                 |
| Vilhelm IV av Storbritannien |  |  |  |  |  |  |  |                                   |  |  |  |  |  |  |  |                                               |  |  |  |  |  |  |  |                                                      |  |  |  |  |  |  |  |                                                 |
|                              |  |  |  |  |  |  |  |                                   |  |  |  |  |  |  |  |                                               |  |  |  |  |  |  |  |                                                      |  |  |  |  |  |  |  | Adolf Fredrik I av Mecklenburg-Schwerin         |
|                              |  |  |  |  |  |  |  |                                   |  |  |  |  |  |  |  |                                               |  |  |  |  |  |  |  |                                                      |  |  |  |  |  |  |  |                                                 |
|                              |  |  |  |  |  |  |  |                                   |  |  |  |  |  |  |  |                                               |  |  |  |  |  |  |  | Adolf Fredrik II av Mecklenburg-Strelitz             |  |  |  |  |  |  |  |                                                 |
|                              |  |  |  |  |  |  |  |                                   |  |  |  |  |  |  |  |                                               |  |  |  |  |  |  |  |                                                      |  |  |  |  |  |  |  |                                                 |
|                              |  |  |  |  |  |  |  |                                   |  |  |  |  |  |  |  |                                               |  |  |  |  |  |  |  |                                                      |  |  |  |  |  |  |  | Maria Katharina av Brunswick-Dannenberg         |
|                              |  |  |  |  |  |  |  |                                   |  |  |  |  |  |  |  |                                               |  |  |  |  |  |  |  |                                                      |  |  |  |  |  |  |  |                                                 |
|                              |  |  |  |  |  |  |  |                                   |  |  |  |  |  |  |  | Karl Ludvig Fredrik av Mecklenburg-Strelitz   |  |  |  |  |  |  |  |                                                      |  |  |  |  |  |  |  |                                                 |
|                              |  |  |  |  |  |  |  |                                   |  |  |  |  |  |  |  |                                               |  |  |  |  |  |  |  |                                                      |  |  |  |  |  |  |  |                                                 |
|                              |  |  |  |  |  |  |  |                                   |  |  |  |  |  |  |  |                                               |  |  |  |  |  |  |  | Christiane Emilie av Schwarzburg-Sondershausen       |  |  |  |  |  |  |  |                                                 |
|                              |  |  |  |  |  |  |  |                                   |  |  |  |  |  |  |  |                                               |  |  |  |  |  |  |  |                                                      |  |  |  |  |  |  |  |                                                 |
|                              |  |  |  |  |  |  |  | Charlotte av Mecklenburg-Strelitz |  |  |  |  |  |  |  |                                               |  |  |  |  |  |  |  |                                                      |  |  |  |  |  |  |  |                                                 |
|                              |  |  |  |  |  |  |  |                                   |  |  |  |  |  |  |  |                                               |  |  |  |  |  |  |  |                                                      |  |  |  |  |  |  |  |                                                 |
|                              |  |  |  |  |  |  |  |                                   |  |  |  |  |  |  |  |                                               |  |  |  |  |  |  |  |                                                      |  |  |  |  |  |  |  | Ernest, hertig av Sachsen-Hildburghausen        |
|                              |  |  |  |  |  |  |  |                                   |  |  |  |  |  |  |  |                                               |  |  |  |  |  |  |  |                                                      |  |  |  |  |  |  |  |                                                 |
|                              |  |  |  |  |  |  |  |                                   |  |  |  |  |  |  |  |                                               |  |  |  |  |  |  |  | Ernest Frederick I, hertig av Sachsen-Hildburghausen |  |  |  |  |  |  |  |                                                 |
|                              |  |  |  |  |  |  |  |                                   |  |  |  |  |  |  |  |                                               |  |  |  |  |  |  |  |                                                      |  |  |  |  |  |  |  |                                                 |
|                              |  |  |  |  |  |  |  |                                   |  |  |  |  |  |  |  |                                               |  |  |  |  |  |  |  |                                                      |  |  |  |  |  |  |  | Sophie Henriette av Waldeck                     |
|                              |  |  |  |  |  |  |  |                                   |  |  |  |  |  |  |  |                                               |  |  |  |  |  |  |  |                                                      |  |  |  |  |  |  |  |                                                 |
|                              |  |  |  |  |  |  |  |                                   |  |  |  |  |  |  |  | Elisabeth Albertine av Sachsen-Hildburghausen |  |  |  |  |  |  |  |                                                      |  |  |  |  |  |  |  |                                                 |
|                              |  |  |  |  |  |  |  |                                   |  |  |  |  |  |  |  |                                               |  |  |  |  |  |  |  |                                                      |  |  |  |  |  |  |  |                                                 |
|                              |  |  |  |  |  |  |  |                                   |  |  |  |  |  |  |  |                                               |  |  |  |  |  |  |  |                                                      |  |  |  |  |  |  |  | George Louis I av Erbach-Erbach                 |
|                              |  |  |  |  |  |  |  |                                   |  |  |  |  |  |  |  |                                               |  |  |  |  |  |  |  |                                                      |  |  |  |  |  |  |  |                                                 |
|                              |  |  |  |  |  |  |  |                                   |  |  |  |  |  |  |  |                                               |  |  |  |  |  |  |  | Sophia Albertine av Erbach-Erbach                    |  |  |  |  |  |  |  |                                                 |
|                              |  |  |  |  |  |  |  |                                   |  |  |  |  |  |  |  |                                               |  |  |  |  |  |  |  |                                                      |  |  |  |  |  |  |  |                                                 |
|                              |  |  |  |  |  |  |  |                                   |  |  |  |  |  |  |  |                                               |  |  |  |  |  |  |  |                                                      |  |  |  |  |  |  |  | Amalia Katharina av Waldeck-Eisenberg           |
|                              |  |  |  |  |  |  |  |                                   |  |  |  |  |  |  |  |                                               |  |  |  |  |  |  |  |                                                      |  |  |  |  |  |  |  |                                                 |